# Капитолий штата Индиана
Капито́лий шта́та Индиа́на (англ. Indiana State House) находится в городе Индианаполис (англ. Indianapolis) — столице штата Индиана. В нём проводит свои заседания Генеральная Ассамблея Индианы (англ. Indiana General Assembly), состоящая из Палаты Представителей и Сената штата Индиана. В нём также находятся офис губернатора штата, помещение Верховного суда Индианы (англ. Supreme Court of Indiana), а также офисы других официальных лиц. Современное здание Капитолия было построено в 1878—1888 годах по проекту архитекторов Эдвина Мэя (Edwin May) и Адольфа Шеррера (Adolph Scherrer).

## История

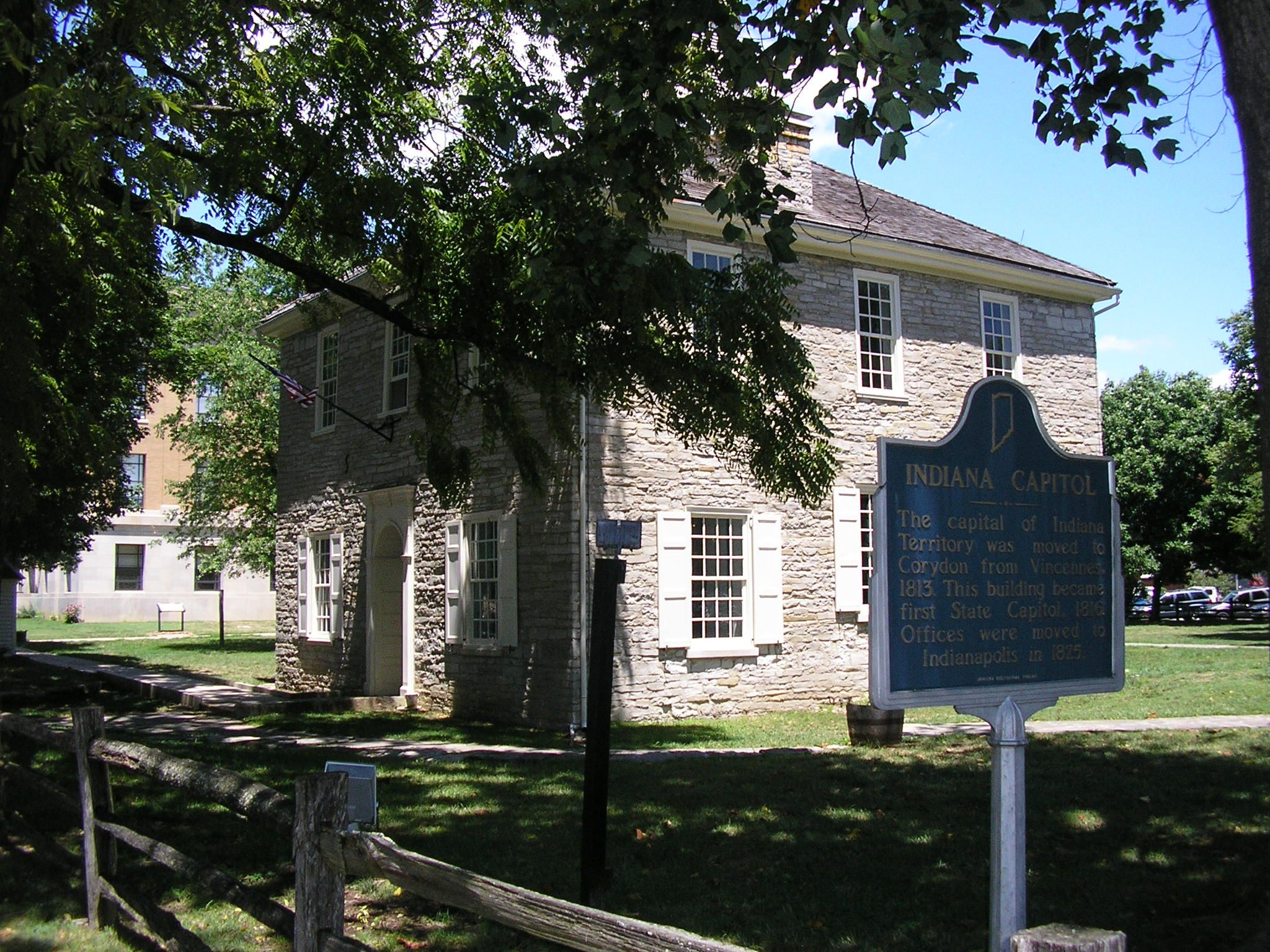
Старый капитолий в Коридоне

Индиана стала штатом США 11 декабря 1816 года. Первой столицей штата был город Коридон (Corydon). Первым Капитолием было скромное здание из индианского известняка, которое существует до сих пор.
В декабре 1824 года правительство штата переместилось в новую столицу — Индианаполис, а первое заседание Генеральной ассамблеи штата состоялось там в январе 1825 года. Здание суда округа Мэрион (Marion County Courthouse) прослужило Капитолием штата в течение 12 лет.
В 1831 году Генеральная ассамблея Индианы одобрила строительство нового (третьего по порядку) здания Капитолия штата. Проект здания напоминал греческий Парфенон. Двухэтажное здание было построено из голубого известняка. Однако здание оказалось недолговечным — оно начало разрушаться в 1860-х годах, и в конце концов было решено его снести, и оно было разрушено в 1877 году. К тому времени Генеральная ассамблея переместилась в другое большое офисное здание, построенное в 1865 году — четвёртое по счёту здание, выполнявшее функции Капитолия.
Строительство нового Капитолия (нынешнего и пятого по счёту) началось в 1880 году и было окончено в 1888 году. Краеугольный камень Капитолия был заложен 28 сентября 1880 года.
В 1975 году Капитолий штата Индиана был включён в Национальный реестр исторических мест США (под номером 75000043).

## Архитектура
Капитолий штата Индиана построен из индианского известняка. Здание построено в стиле неоренессанса.
На втором этаже Мэй расположил зал Палаты представителей на востоке, а палату Сената на западе (в западном крыле здания).

## Галерея

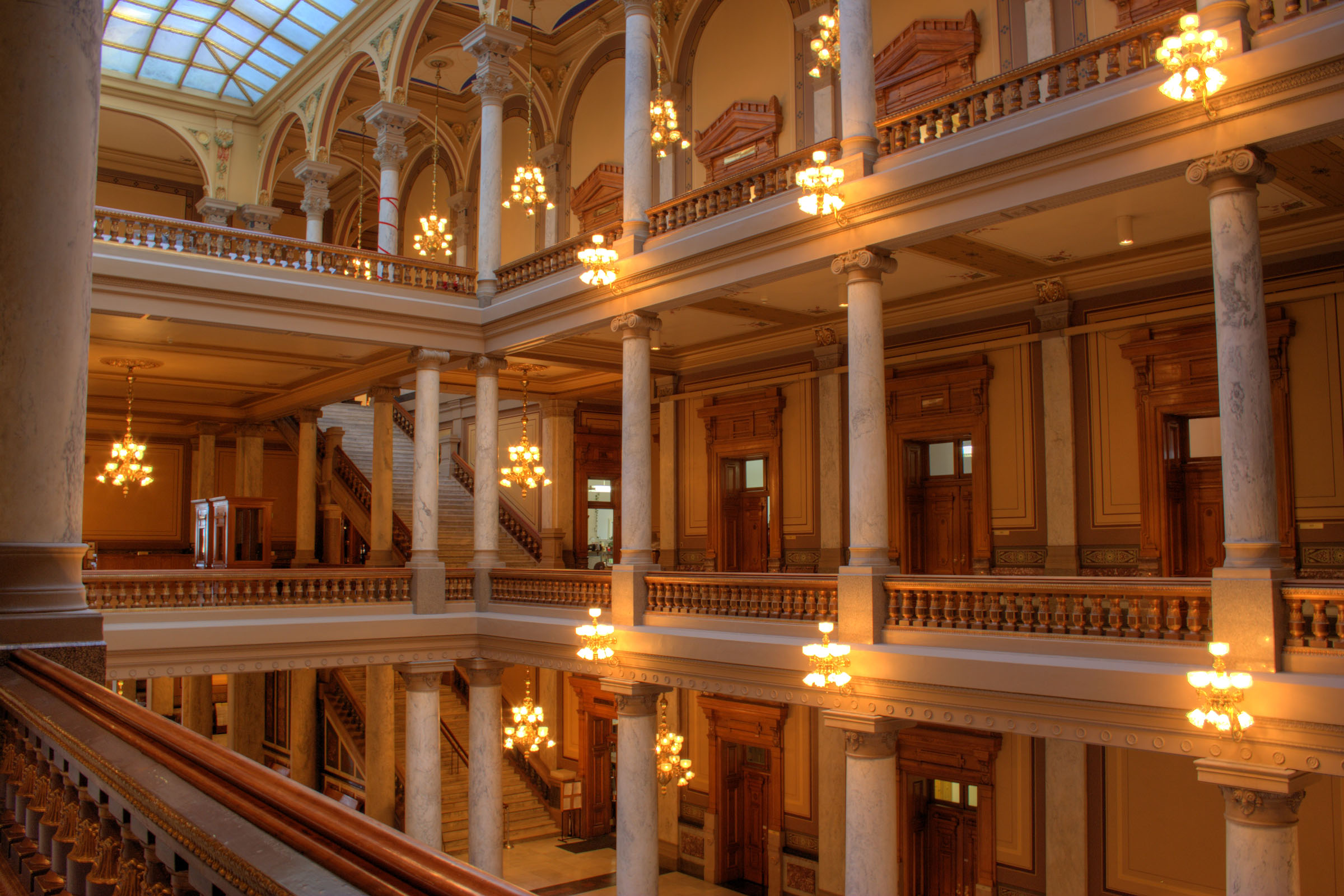
Переходы внутри Капитолия штата Индиана
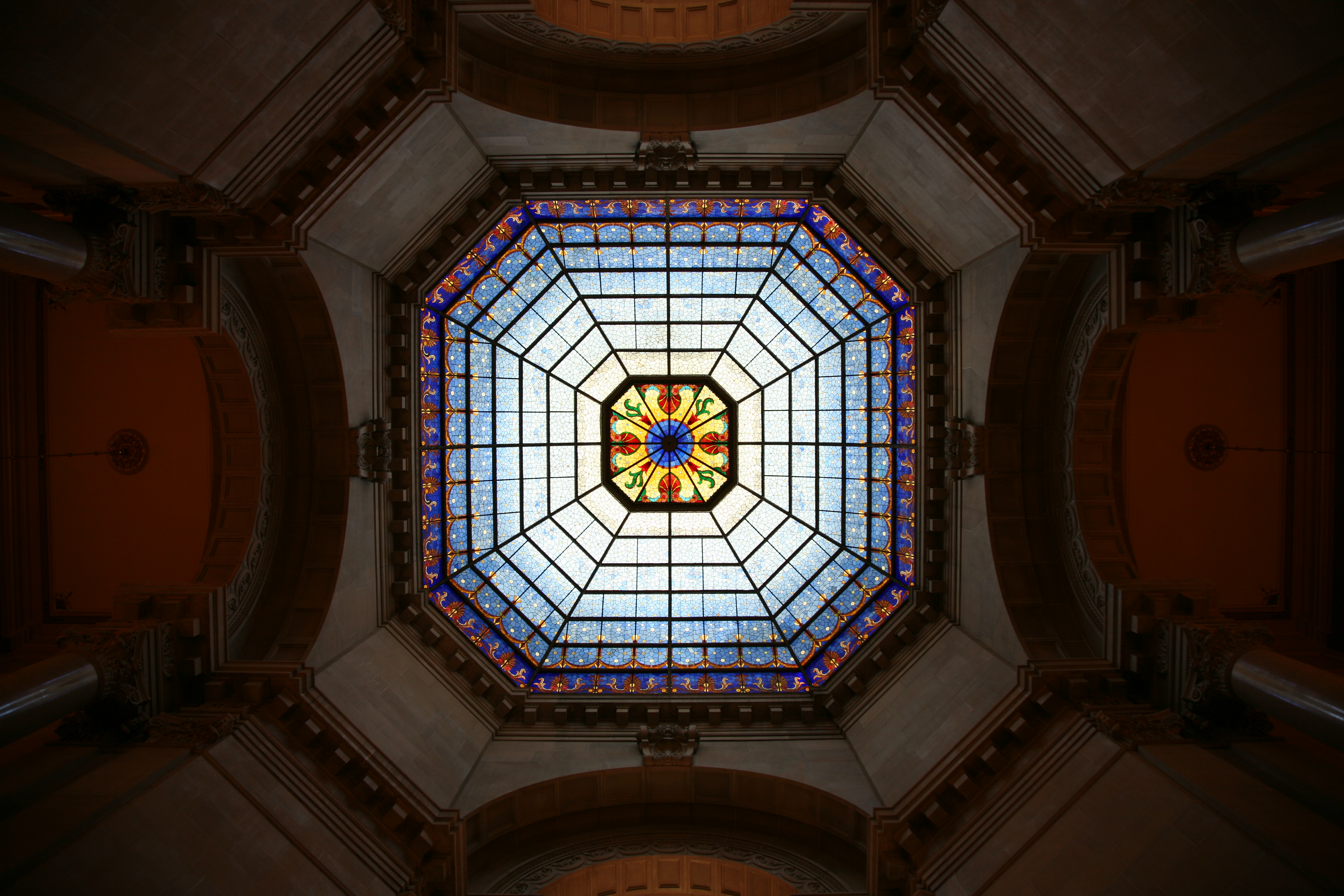
Внутренний вид стеклянного купола
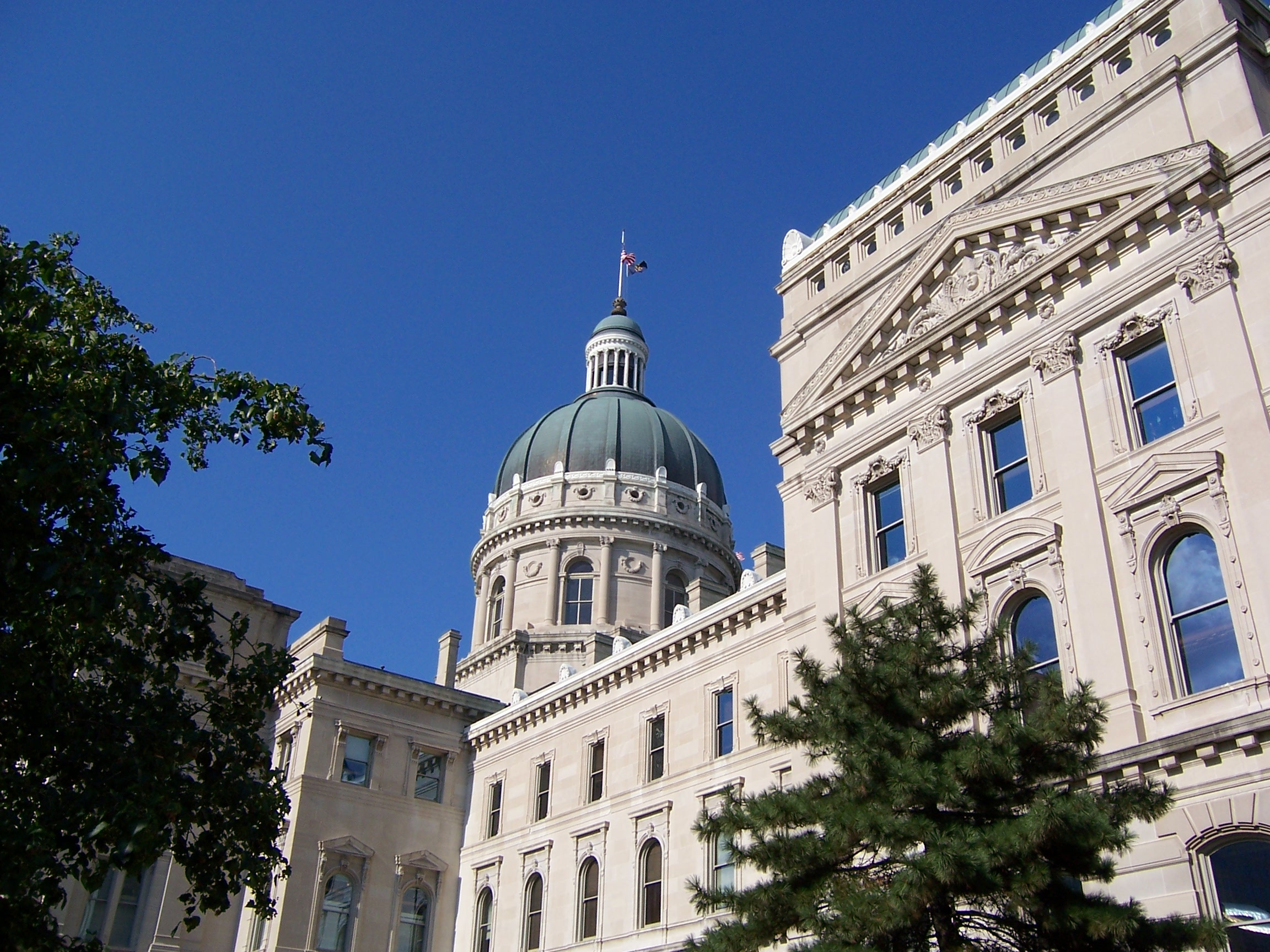
Вид на Капитолий штата Индиана
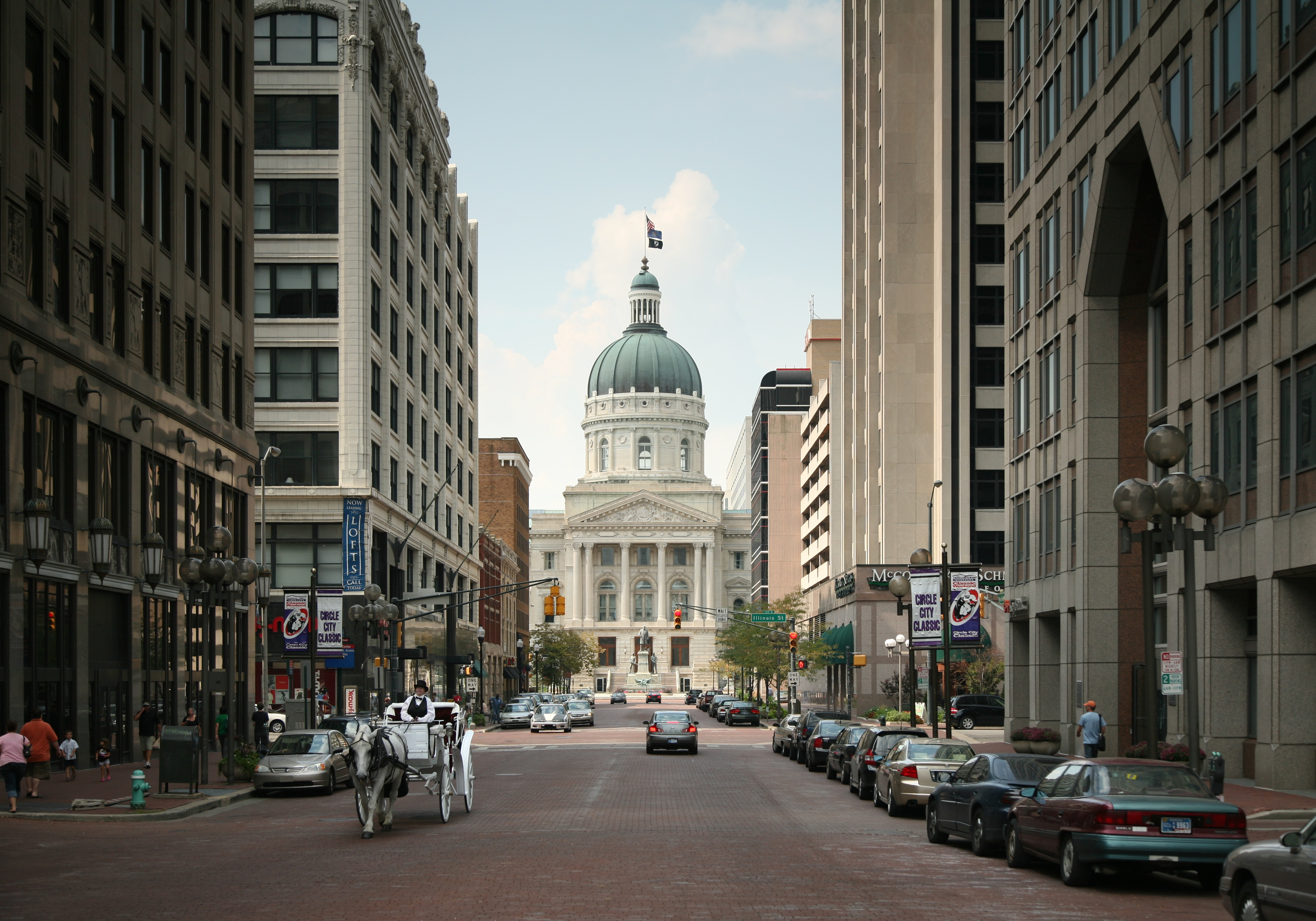
Вид на Капитолий со стороны Маркет-стрит (Market Street)
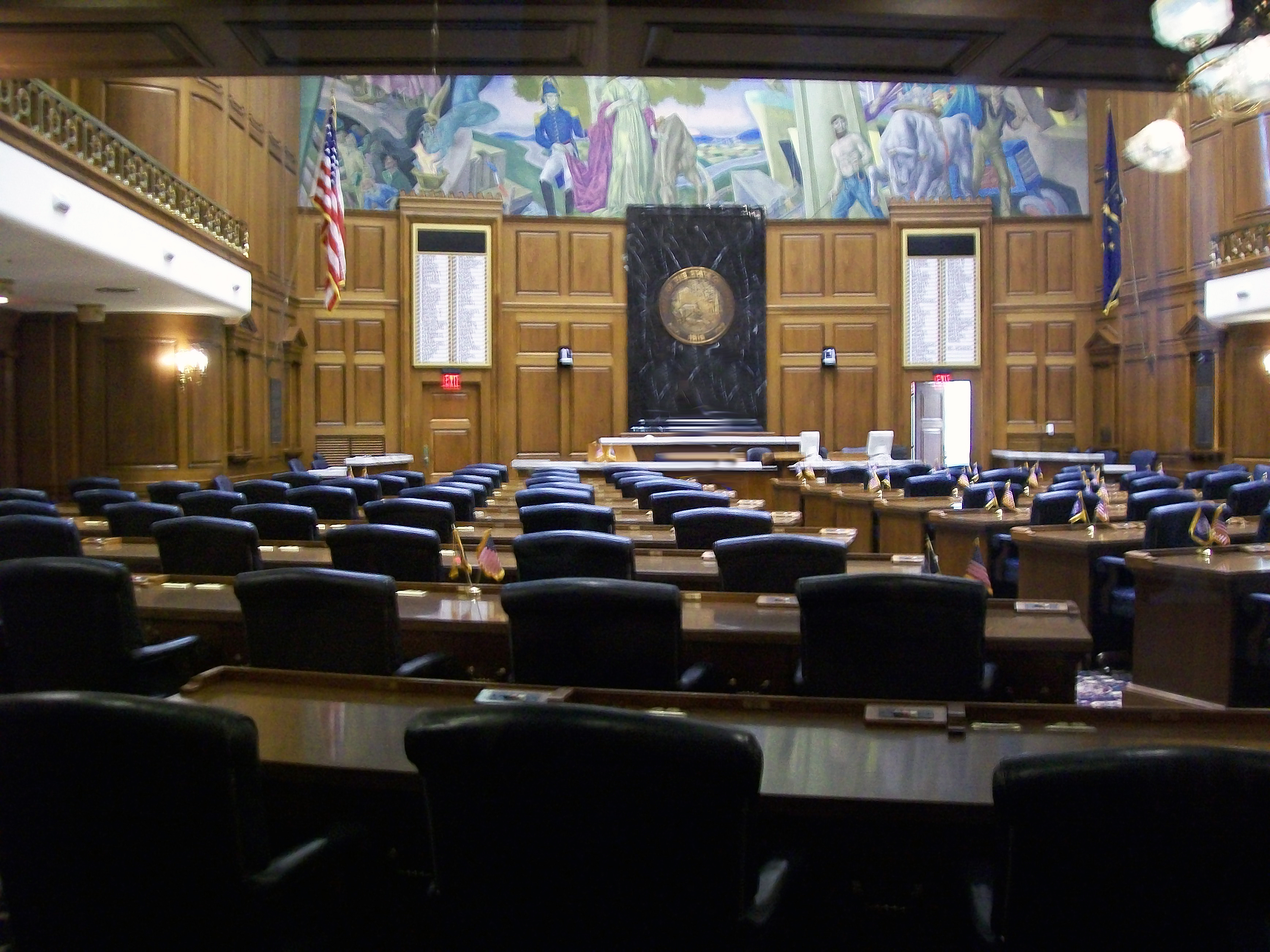
Помещение Палаты представителей
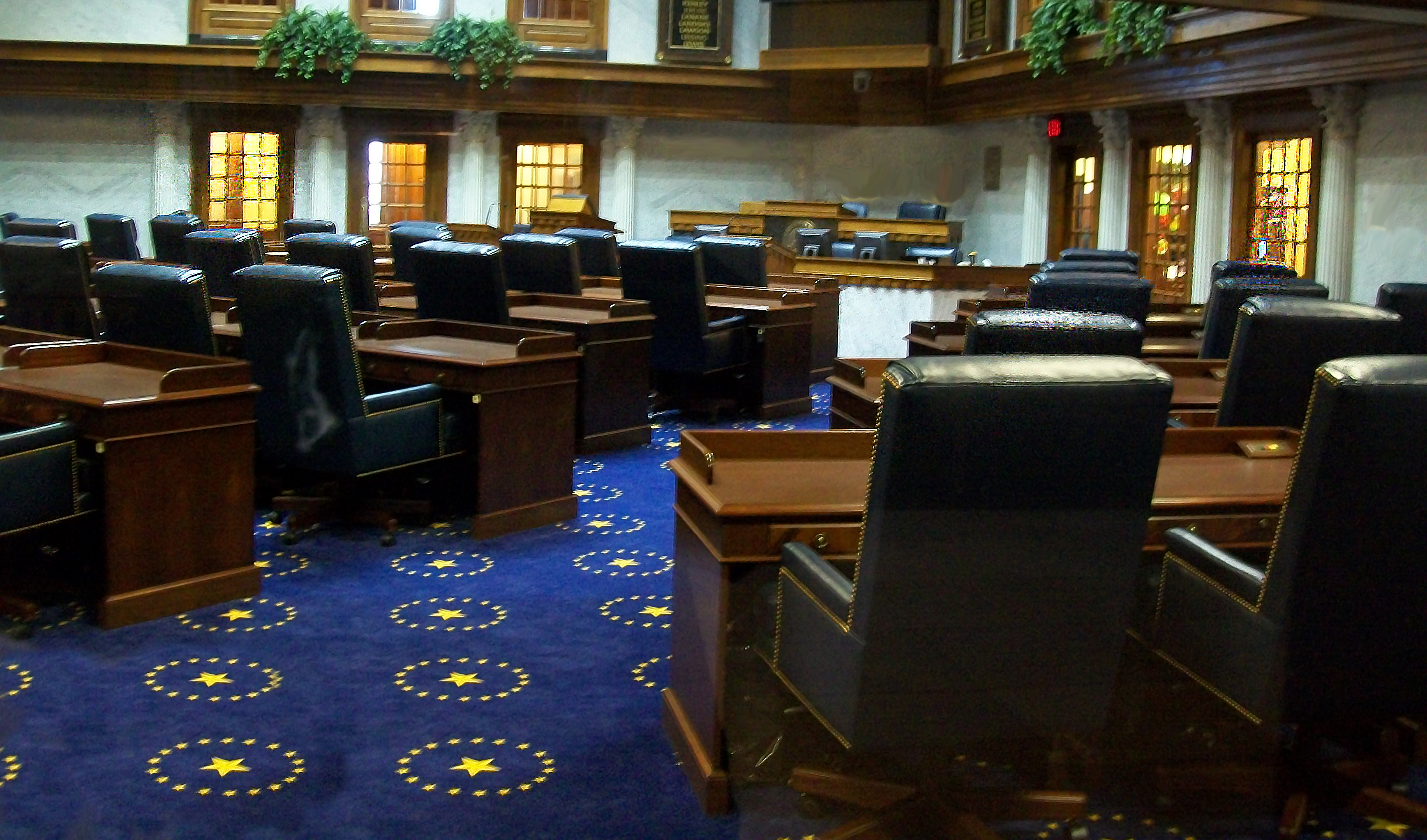
Помещение Сената штата
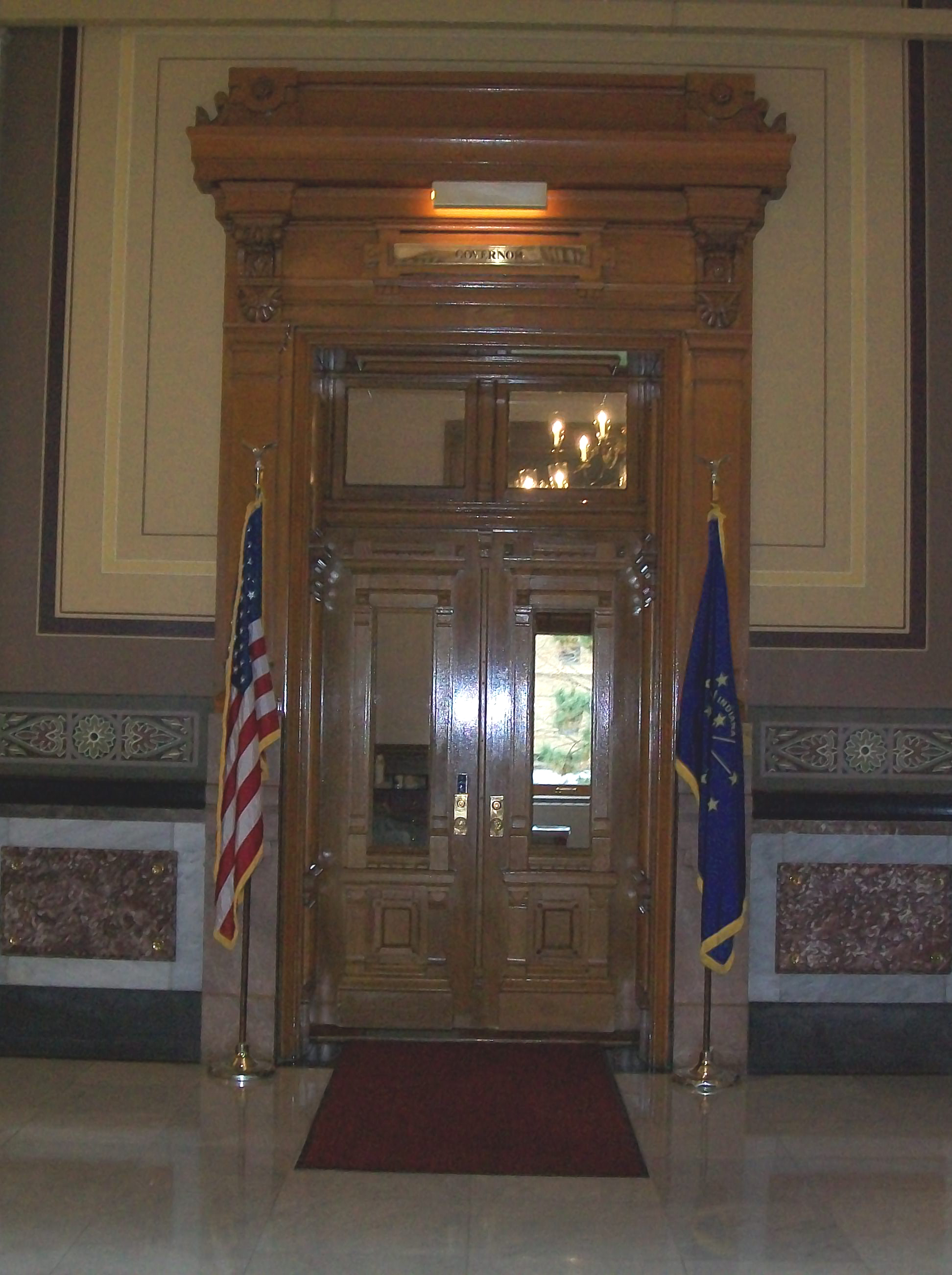
Офис губернатора штата Индиана